# Clifford Brown & Max Roach
Albums de Clifford Brown
Clifford Brown: Jazz Immortal
(1954) Jam Session
(1954)
Albums par Max Roach
The Max Roach Quartet featuring Hank Mobley
(1953) Max Roach + 4
(1956)
Clifford Brown & Max Roach est un album de jazz du trompettiste Clifford Brown et du batteur Max Roach. Il fut enregistré en 1954 et sortit la même année.

## Accueil critique
L’album fut bien accueilli par la critique. Le Blackwell Guide to Recorded Jazz le place parmi les meilleurs de ce quintette qui en deux ans et demi d’existence "légua tout une musique qui a tous les meilleurs traits du hard bop". Selon l’auteur, Barry Dean Kernfeld, "les nombreuses pépites de ce groupe, précis dans son exécution, ne furent jamais aussi bien mises en valeurs que dans cette performance dynamique". La critique de AllMusic évoque un album qui figure "de loin parmi les enregistrements de bebop les plus chaleureux et les plus sincères" qui "représente le bebop à son sommet. Il est recommandé tant pour les collectionneurs que pour les fans".

## Distinction
En 1999, l'album reçoit le Grammy Hall of Fame Award.

## Titres
| 1.    | Delilah               | Victor Young   | 8:03 |
| 2.    | Parisian Thoroughfare | Bud Powell     | 7:16 |
| 3.    | The Blues Walk        | Clifford Brown | 6:53 |
| 4.    | Daahoud               | Brown          | 4:01 |
| 5.    | Joy Spring            | Brown          | 6:48 |
| 6.    | Jordu                 | Duke Jordan    | 4:00 |
| 7.    | What Am I Here For?   | Duke Ellington | 3:04 |
| 43:44 |                       |                |      |

### Titres bonus sur l'édition CD Verve Master Edition
| No | Titre                 | Auteur                                  | Durée |
| -- | --------------------- | --------------------------------------- | ----- |
| 1. | These Foolish Things" | Harry Link, Holt Marvell, Jack Strachey | 3:39  |
| 2. | The Blues Walk        | Bud Powell                              | 6:50  |
| 3. | Daahoud               | Brown                                   | 4:06  |
| 4. | Joy Spring            | Brown                                   | 6:44  |

## Musiciens
- Clifford Brown – trompette
- Harold Land – saxophone ténor
- George Morrow – contrebasse
- Richie Powell - piano
- Max Roach - batterie